# 李襲志
李襲志（?—?），字重光，本陇西郡狄道人。五叶祖李景避地安康，称金州安康县人。隋朝、唐朝官员。

## 家世
世为山南豪族，南朝官宦世家。
- 五叶祖：李景
- 高祖：李方达，南朝齐末年，为本州治中。
- 曾祖：李元真，仕于南朝梁，历任东宫左卫率、东梁、衡二州刺史、散骑常侍，封沌阳侯。
- 祖父：李迁哲，北周信州总管、安康郡公。
- 父：李敬猷，隋朝台州刺史、安康郡公。

## 生平
李袭志在隋朝时任始安郡（今广西壮族自治区桂林市）丞。大业末年，天下大乱，李袭志散家产，招募三千人，以守郡城。当时萧铣、林士弘、曹武彻等势力相继来攻击，李袭志固守始安郡。后宇文化及弑杀隋炀帝，他召集士庶举哀三日。有郡人劝李袭志在岭南称王，学习尉佗。李袭志厉声呵斥。固守二年无援，始安郡被萧铣攻陷，萧铣任命他为工部尚书、检校桂州总管。
武德初年（618年），唐高祖李渊派李袭志之子李玄嗣带书信前往桂州招慰他归附唐朝，李袭志于是秘密游说岭南首领、原隋朝永平郡守李光度与他一起归唐，武德四年（621年），唐朝平定萧铣后，江南道大使、赵郡王李孝恭授李袭志为桂州总管。武德五年李袭志入朝，唐高祖授他为柱国，封始安郡公，拜江州都督。辅公祏反唐，李袭志为水军总管讨平，转桂州都督。李袭志前后任官桂州二十八年，政尚清简，岭外安定。后上表请入朝，以右光禄大夫、行汾州刺史致仕，在家去世。李袭志弟李袭誉。

## 延伸阅读
[在维基数据编辑]
 《舊唐書·卷59》，出自刘昫《舊唐書》
 《新唐書/卷091》，出自《新唐書》